# Anna Doi (Leichtathletin)
Anna Doi (jap. 土井 杏南, Doi Anna; * 24. August 1995 in Kiyose) ist eine japanische Leichtathletin, die sich auf den Sprint spezialisiert hat.

## Sportliche Laufbahn
Erste internationale Erfahrungen sammelte Anna Doi im Jahr 2011, als sie bei den Jugendweltmeisterschaften nahe Lille mit 12,24 s im Halbfinale im 100-Meter-Lauf ausschied und mit der japanischen Sprintstaffel (1000 Meter) mit 2:10,54 min den Finaleinzug verpasste. Im Jahr darauf nahm sie mit der 4-mal-100-Meter-Staffel an den Olympischen Sommerspielen in London teil und schied dort mit 44,25 s im Vorlauf aus. 2013 belegte sie bei den Ostasienspielen in Tianjin in 12,02 s den vierten Platz über 100 Meter und gewann mit der Staffel in 45,17 s die Silbermedaille hinter dem chinesischen Team. Bei den IAAF World Relays 2014 in Nassau schied sie mit der 4-mal-100-Meter-Staffel mit 44,66 s in der ersten Runde aus und anschließend schied sie bei den Juniorenweltmeisterschaften in Eugene mit 11,84 min im Halbfinale über 100 Meter aus und kam im 200-Meter-Lauf mit 24,23 s nicht über die Vorrunde hinaus. Zudem belegte sie mit der Staffel in 45,40 s den sechsten Platz. Im Jahr darauf wurde sie bei den IAAF World Relays 2015 auf den Bahamas in der Vorrunde über 4-mal 100 Meter disqualifiziert und im Juni belegte sie bei den Asienmeisterschaften in Wuhan in 24,36 s den achten Platz über 200 Meter und gewann mit der Staffel in 44,14 s gemeinsam mit Saori Kitakaze, Chisato Fukushima und Kana Ichikawa die Silbermedaille hinter dem chinesischen Team. Daraufhin schied sie bei der Sommer-Universiade in Gwangju mit 24,64 s im Halbfinale über 200 Meter aus und belegte in 11,70 s den siebten Platz über 100 Meter. Bei den IAAF World Relays 2019 in Yokohama verpasste sie mit der 4-mal-100-Meter-Staffel mit 44,24 s den Finaleinzug. 

## Persönliche Bestleistungen
- 100 Meter: 11,43 s (+1,8 m/s), 13. Mai 2012 in Kumagaya
  - 60 Meter (Halle): 7,40 s, 2. Februar 2013 in Osaka
- 200 Meter: 23,63 s (+1,8 m/s), 3. Mai 2014 in Fukuroi